# Dichagyris rubidior
Dichagyris rubidior là một loài bướm đêm thuộc họ Noctuidae. Nó là loài đặc hữu của vùng núi của Liban và the upper part của Mount Hermon in Israel.
Con trưởng thành bay từ tháng 6 đến tháng 8. Có một lứa một năm.